# Rouvres-en-Woëvre
Rouvres-en-Woëvre är en kommun i departementet Meuse i regionen Grand Est (tidigare regionen Lorraine) i nordöstra Frankrike. Kommunen ligger i kantonen Étain som tillhör arrondissementet Verdun. År 2022 hade Rouvres-en-Woëvre 589 invånare.

## Befolkningsutveckling
Antalet invånare i kommunen Rouvres-en-Woëvre
| Referens: INSEE |